# 梅花三弄
《梅花三弄》，又名《梅花引》、《梅花曲》、《玉妃引》，是一首古琴曲，歷史可追溯至東晉，最初可能是一首笛曲或簫曲，但現今僅存古琴譜，最早的譜本見於《神奇秘譜》。採用正調定弦。樂曲通過梅花的潔白芬芳和耐寒等特徵，借物抒懷，歌頌具有高尚節操的人。全曲共有10個段落，因為主題在琴的不同徽位的泛音上彈奏三次（上准、中准、下准三個部位演奏），故稱「三弄」。
这首乐曲的一部分经过改编后，自2004年起成为了中央人民广播电台中国之声的主題音乐。此外，此曲還存在二胡、鋼琴等多個版本。

## 歷史
現存最早的琴曲樂譜見於《神奇秘譜》（1425年），据其記載此曲原為是東晉王子猷向桓伊討得的一首笛曲（一说为箫曲），後來改編為古琴曲，但實際笛曲曲譜已不復存在。《謝琳太古遺音》沿襲此説法，而1609年楊掄的《伯牙心法》中則載“按是曲為顏師古所作也”，而顏師古是唐朝琴師，或許是這一時期笛曲才被改編成琴曲的，同時書中評價道此曲為“梅為花之最清，琴為聲之最清。以最清之聲寫最清之物”。
現存最早的〈梅花三弄〉錄音是今虞琴社在1940年代錄製的45轉“琴瑟簫”合奏版，1955年中國唱片总公司出版慢轉的琴簫合奏版，迄今已有十多種唱片出版。

## 版本

### 古琴
現存琴譜有四十多種，其中流傳最廣的包括：
- 吴景略的版本，依據《琴譜諧聲》（1820年刻本）彈奏，其技巧加花較多，風格洒脫，節奏規整。
- 廣陵派的版本，依據《蕉庵琴谱》（1868年刊本）彈奏，節奏較跌宕自由，被稱為〈老梅花〉。有張子謙、劉少椿、梅曰強等琴家彈奏。
- 溥雪齋的版本，依據《春草堂琴譜》彈奏，其節奏規整，風格清麗，被稱為〈新梅花〉。
- 卫仲乐的版本，鄭覲文傳譜，指法根據《蕉庵琴譜》，节奏紧凑。
- 吳兆基的版本，收錄於《吳門琴譜》，節奏輕快靈動。

### 鋼琴
- 1973年王建中依吴景略提供古琴曲改寫的钢琴曲[2]

### 笛子
- 笛子獨奏曲，陸春齡改編

### 琵琶
- 琵琶獨奏曲，夏寶琛改編

### 編鐘
- 編鐘協奏曲， 彭修文改編

### 合奏
- 中樂合奏，呂培原改編

## 結構
全曲共10段，每段都有小標題，不同琴譜名稱有出入。有琴譜將主題出現的3個段落稱為「一弄叫月」、「二弄穿雲」、「三弄橫江」。
明代浙派《梧岡琴谱》的標題：
1. 溪山夜月（引子，主要以散音演奏）
2. 聲入太霞（主題，以泛音演奏，左手放在下准，10徽、12徽）
3. 青鳥啼魂（插段，以按音演奏）
4. 玉笛聲（主題，以泛音演奏，左手放在中准，7徽、9徽）
5. 玉簫聲（插段2，以按音演奏）
6. 讀書聲
7. 凌風嘎玉（主題，以泛音演奏，左手放在上准，4徽、5徽）
8. 鐵笛聲（插段3，以按音演奏）
9. 風蕩梅花
10. 欲罷不能（尾聲）